# جيف سبير
جيف سبير (مواليد 28 يونيو 1988) هو مبارز بالسيف من الولايات المتحدة، مثّل بلاده في الألعاب الأولمبية الصيفية 2012.

## روابط رياضية
جيف سبير على موقع الاتحاد الدولي للمبارزة (الإنجليزية)
- جيف سبير على موقع أوليمبيديا (الإنجليزية)